# Маргарита (персонаж)

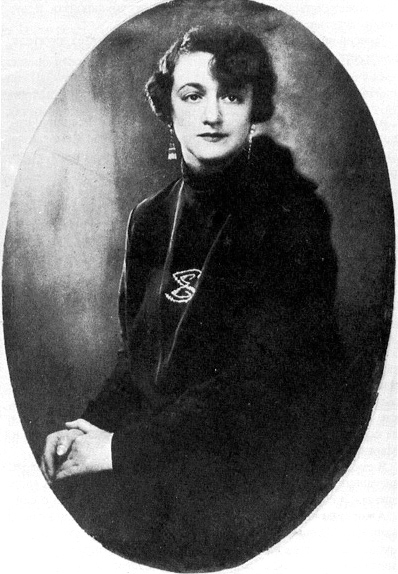
Олена Шиловська (пізніше Булгакова), в 1928 році

Маргарита — протагоністка роману М. Булгакова "Майстер і Маргарита". Ім'я в перекладі з грецької означає «перлина» (грец. µαργαριτης, грец. µαργαρον).

## Прототип персонажки
Вважають, що образ Маргарити натхнений образом Маргарити (Ґретхен) у трагедії Ґете «Фауст», але характер Маргарити Булгакова і за життя, і в постаті відьми зовсім не відповідає сумирній вдачі героїні Ґете. 
Найвірогіднішим прототипом, як видно з тексту роману, слід вважати французьку королеву Маргариту Валюа (фр. Marguerite de Valois, 1553—1615), відому своєю невгамовністю й зухвалістю в коханні та рішучістю вчинків, яку називали також «Перлиною Франції» (фр. Marguerite de France) і «Королевою Марго» (фр. Reine Margot). На користь цього прообразу свідчить те, що серед гостей балу сатани Маргарити Валюа немає — вона сама є хазяйкою балу. 
В історії Франції відомі ще дві особи королівської крові на ім'я Маргарита: Маргарита Наваррська або Ангулемська (Marguerite de Navarre, Marguerite d'Angoulème, 1492—1549), сестра Франциска І (діда Маргарити Валюа), відома своїм збірником новел «Гептамерон», та Маргарита Французька (1523—1574), дочка того ж Франциска І, дружина герцоґа Савойського. Обидві вони, одначе, особистими якостями не кваліфікуються на участь у балу.
Біографічно ж образ Маргарити, на думку деяких дослідників творчости Булгакова, пов'язується з Оленою Сергіївною Булгаковою (Нюренберґ-Неєлова-Шиловська, 1893—1970), третьою дружиною письменника (з 1932 р.), а також з Маргаритою Петрівною Смирновою. Зі сценою знайомства в романі багатьма деталями збігаються свідчення Маргарити Петрівни Смирнової (уродженої Архангельської — 1899—1990), дружини комісара-інспектора залізниць РРФСР та заступника начальника комунального відділу Північної залізниці, яка своїми спогадами (1986), переказаними одному з біографів Булгакова, зарахувала себе у прототипи булгаківської Маргарити. Цей короткий роман збігається у часі й заповнює розрив стосунків Булгакова з О. С. Шиловською (лютий 1931 — серпень 1932), що завершився їхнім шлюбом 4 жовтня 1932 р. — Ю. Некрутенко.